# Xanthogramma pedissequum
Xanthogramma pedissequum là một loài ruồi trong họ Ruồi giả ong (Syrphidae). Loài này được Harris mô tả khoa học đầu tiên năm 1776. Xanthogramma pedissequum phân bố ở vùng Cổ Bắc giới